# Magnus Persson (videojournalist)
Magnus Persson, född 28 april 1965, är en svensk videojournalist.

## Biografi
Persson har sedan 1992 arbetat för SVT som fotograf, videojournalist och videoredigerare. Han belönades 2006 med Guldspaden för reportage om arbetsförhållanden och villkor för gästarbetare i spåren av stormen Gudrun. Han har sedan 2011 arbetat med programmet På spåret och dess reportage från olika platser i världen.

## Utmärkelser
- 2006 – Guldspaden i kategorin Lokal-TV, med motiveringen "för att i stormen Gudruns spår ha avslöjat en rovdrift på skogsarbetare från Ungern och givit avtalslösa och oförsäkrade gästarbetare en röst".[3]